# Курпишев, Иван Борисович
Иван Борисович Ку́рпишев (род. 2 марта 1969, Курган) — российский спортсмен.
Бывший президент регионального представительства федерации пауэрлифтинга НАП и Российской ассоциации армспорта по Курганской области, бывший президент Региональной Общественной Организации «Федерация Армспорта Курганской области» (РОО ФАРКО)", был учредителем и членом Президиума Курганской областной общественной организации «Федерация бодибилдинга и фитнеса Курганской области».
Задержан в декабре 2021 года по подозрению в убийстве, предположительно являлся членом организованной преступной группировки «Локомотив».

## Биография
Иван Борисович Курпишев родился 2 марта 1969 года в семье сталевара в городе Кургане Курганской области. Отец — мастер спорта СССР по боксу.
В 1986 году с отличием окончил среднюю школу № 26 г. Кургана и поступил на исторический факультет Курганского государственного педагогического института. Ещё до института выполнил норматив кандидата в мастера спорта по плаванию.
В 1987—1989 годах служил в Советской Армии в Горно-Бадахшанской АО на таджико-афганской границе.
Начал заниматься пауэрлифтингом в возрасте 20 лет. Первый абсолютный чемпион Курганской области по армрестлингу 1993, 1994 гг.
В 1993 году окончил исторический факультет Курганского государственного педагогического института. До 1994 года работал учителем в средней школе № 26 по специальности учитель истории, обществоведения и английского языка.
В 1995—1999 годах служил офицером в спецназе федеральной службы налоговой полиции.
В 2000—2011 годах работал директором ЧОП «Марс», заместителем арбитражного управляющего ПМК Курганское, директором строительных предприятий ООО «Строй-Гарант» и ООО «Курганремпуть».
С 2010 года учредитель и член Президиума областной общественной организации «Федерация армспорта Курганской области».
Член Общественной палаты города Кургана III состава (2010—2012 гг.). Работал в комиссии по социальным вопросам.
С 2014 года генеральный директор ООО «Курганконструкция» и ООО «Курганремпуть».
С 2016 года соучредитель Курганской областной физкультурно-спортивной организации «Всестилевая Академия тхэквондо (ИТФ, ВТФ, МГФ)» и ООО «Зауральский кролик».
С 2018 года индивидуальный предприниматель в городе Калининграде Калининградской области.

### Дело об убийстве Владимира Кирсанова
В декабре 2021 года задержан в одном из аэропортов города Москвы по подозрению в убийстве в мае 2001 года главного редактора газеты «Курганские вести» Владимира Васильевича Кирсанова, его также подозревают ещё в организации убийства в 2003 году трех представителей кавказских диаспор (Имрана и Вахида Закриевых, Муслима Дакаева) и в убийстве 28 апреля 2009 года члена курганской ОПГ Сурена Арутюняна, который «крышевал» Центральный рынок. За убийство Арутюняна уже осуждены члены организованной преступной группировки «Локомотив».
В марте 2023 года Ивану Курпишеву и бывшему адвокату Александру Оттовичу Штингеру, обвиняемым по делу об убийстве Владимира Кирсанова, продлили срок содержания под стражей на полгода — до 12 сентября 2023 года.
В апреле 2023 года кассационный суд удовлетворил жалобу Александра Штингера и перенес слушание по делу из курганского облсуда в Челябинскую область. 8 сентября 2023 года Челябинский суд удовлетворил ходатайство защиты Штингера и Курпишева и вернул дело для устранения препятствий, мешающих рассмотрению дела в суде.
Тело Кирсанова не нашли до сих пор. Штингеру и Курпишеву инкриминируют также помощь членам банды (статья 209 часть 2 Уголовного кодекса Российской Федерации). Курпишева будут судить по трем эпизодам, связанным с убийствами (статья 105 часть 2 пункты а, ж, з Уголовного кодекса Российской Федерации).

## Спортивные достижения
- Мастер спорта России международного класса по пауэрлифтингу, 2007 год
- Мастер спорта России по пауэрлифтингу, 1996 год, в категории до 125, присел 315 килограммов, выжал 210 килограммов и сделал тягу 270 килограммов.
- Кандидат в мастера спорта по плаванию.
- Абсолютный чемпион Курганской области по армрестлингу (шестикратный, 1993—1996)
- Элита WPC/WPO (2008), в категории до 110, выжал 315 килограммов
- Является вторым мастером и первым, кому удалось выполнить норматив Мастер спорта России международного класса (Элита WPO), 2008 год.
- 1-й дан по хапкидо ИКМАС, 2018 год.

Как тренер воспитал 12 МС России и 3 МСМК, чемпионов и рекордсменов мира, Европы и России по пауэрлифтингу и жиму штанги лёжа.

## Высшие спортивные достижения
- Территориальный Чемпионат России (1996 гор. Новый Уренгой): 1 место в троеборье категории 125 кг(лучший результат 310-210-260 кг)[14]
- Чемпионат России (1996): 3 место (лучший результат 200 кг)[14]
- Чемпионат России (2006): 2 место (лучший результат 250 кг)[15]
- Чемпионат России (2007): 2 место (лучший результат 285 кг)[16]
- Кубок Евразии (2007): 2 место (лучший результат 300 кг)[17]
- Международный турнир "Престиж Урала" (2008): 4 место (лучший результат 315 кг при собственном весе 109,0 кг)[18]
- Турнир "WPC 74" (2008): 1 место (Абсолютный чемпион УРАЛА по жиму) (лучший результат 310 кг кат до 110 кг)[19]
- Зональное первенство Урала (1998): 1 место (Абсолютный чемпион) 310 кг в жиме лежа
- Силовое экстрим-шоу "Безмаечный жим штанги лёжа" (2006): 2 место 237,5 кг гор. ЧЕЛЯБИНСК вес категория до 110 кг
- Турнир "Открытый командный чемпионат по безэкипировочному жиму лёжа WPC на призы фитнес-клуба «Три Икс»" (2009): 3 место (лучший результат 200 кг)[20]
- Чемпион территориального Чемпионата России IPA по безэкипировочному жиму штанги лежа среди ветеранов и 2 место среди мужчин декабрь 2013 г
- 2 место на Чемпионате мира IPA "Золотой Тигр/7" в категории ветеранов 40-45 до 90 кг 4-5 октября 2013 г. Екатеринбург

## Семья
Иван Курпишев женат, есть сын.